# Pandanus imerinensis
Pandanus imerinensis är en enhjärtbladig växtart som beskrevs av Ugolino Martelli. Pandanus imerinensis ingår i släktet Pandanus och familjen Pandanaceae.
Artens utbredningsområde är Madagaskar. Inga underarter finns listade.